# Charrecey
Charrecey é uma comuna francesa na região administrativa de Borgonha-Franco-Condado, no departamento Saône-et-Loire. Estende-se por uma área de 5,48 km². Em 2010 a comuna tinha 337 habitantes (densidade: 61,5 hab./km²).